# Közép-atlanti államok (USA)
A Közép-atlanti államok, vagy másként, középső Atlanti államok avagy Közép-Atlantikum egy régió az Amerikai Egyesült Államokban Új-Anglia és a Dél között. Meghatározása forrásonként eltérő, de többnyire magába foglalja Delaware, Maryland, New Jersey, Pennsylvania, Virginia, New York és Nyugat-Virginia államokat és Washington D.C.-t.
A Közép-Atlantikum fontos szerepet játszott az amerikai kultúra, kereskedelem és igazságszolgáltatás kifejlődésében, mégis ez a legkisebb öntudattal rendelkező régió az országban. Frederick Jackson Turner szerint ez „a tipikus Amerika” régiója. A vallási pluralizmus és etnikai sokszínűség fontos eleme a Közép-Atlantikum társadalmának, mióta a holland, svéd és angol katolikusok és kvékerek letelepedtek itt, egészen az angol uralomig és az után is. A függetlenségi háború óta a Közép-Atlantikum adta az Egyesült Államok összes összes valaha volt fővárosát, beleértve a ma ezt a szerepet betöltő Washington D.C-t is.
A 19. század elején New York és Pennsylvania leelőzte Virginiát, mint a legnépesebb állam és a új-angliai államokat, mint az ország legfontosabb kereskedelmi és ipari régiója. A németek, írek, olaszok, zsidók, lengyelek és egyéb bevándorlók nagy száma átalakította a régiót, különösen a part menti városokat, mint New York City, Newark, Philadelphia és Baltimore, de a belső területek városait is, mint Pittsburgh, Albany és Buddalo.
New York City a felhőkarcolóival, a metróhálózatával és az ENSZ-székházával a 20. században a modernitás, az amerikai gazdaság és a globális kultúra szimbólumává vált. Itt történt a 2001. szeptember 11-ei terrortámadás a World Trade Center ellen is. A 21. századra a part-menti területek teljesen beépültek. Az Északkeleti-folyosó és a 95-ös államközi vasút-vonal gyakorlatilag folyamatosan városias környezetben halad a kisebb-nagyobb városok között. Ez teszi a régiót az Északkeleti megalopolisszá, ami a világ egyik legfontosabb pénzügyi, kommunikációs, gazdasági, egészségügyi, technológiai és médiaközpontja. A hullámokban érkező puerto ricóiak, kínaiak, indiaiak, olaszok, mexikóiak, oroszok, dominikaiak, jamaikaiak, filippínók, pakisztániak, guatemalaiak, salvadoriak és egyéb bevándorlók tovább alakítják a régió gazdasági és kulturális arculatát.
A Közép-Atlantikum relatíve gazdag régió. Itt van a 100 legnagyobb bevétellel rendelkező megyéiből 43 a háztartások átlagos bevételeit tekintve és 33 az egy főre jutó bevételeket tekintve. A közép-atlanti megyék többsége a 15 legnagyobb bevétellel rendelkező állam között van a háztartások átlagos bevételeit és az egy főre jutó bevételeket tekintve is.

## A Közép-Atlantikum meghatározása
Több különböző definíció is létezik a Közép-Atlantikum lehatárolására. A szűkebb értelmezés Maryland, Delaware és Virginia államokat érti ide, esetleg néhány más állammal együtt. Más forrásokban ide tartozik New Jersey, New York és Pennsylvania is, esetleg még néhány további állam. Például az 1910-es népszámlálás idején a közép-atlanticumi népszámlálási divízió kiterjedt az utóbbi három államra is, ami a New England-i divízióval együtt alkotta az Északkeleti Népszámlálási Régiót.
Nyugat-Virginia és Virginia egyes részei több szempontból is elütnek a régió többi részének sajátosságaitól. Például csak ezek fekszenek a Déli Amerikai nyelvjárási régióban és a legelterjedtebb vallás tradicionálisan mindkét államban az evangéliumi kereszténység. (Virginiában a lakosság 31, Nyugat-Virginiában 36%-a evangéliumi keresztény.) Azonban Nyugat-Virginia keleti megyéi a Washingtoni Nagyvárosi Régió részét képezik. Ezen kívül viszont az állam nagyrészt rurális. Nincsenek területén nagyobb városok.

### A „tipikus amerikai” régió

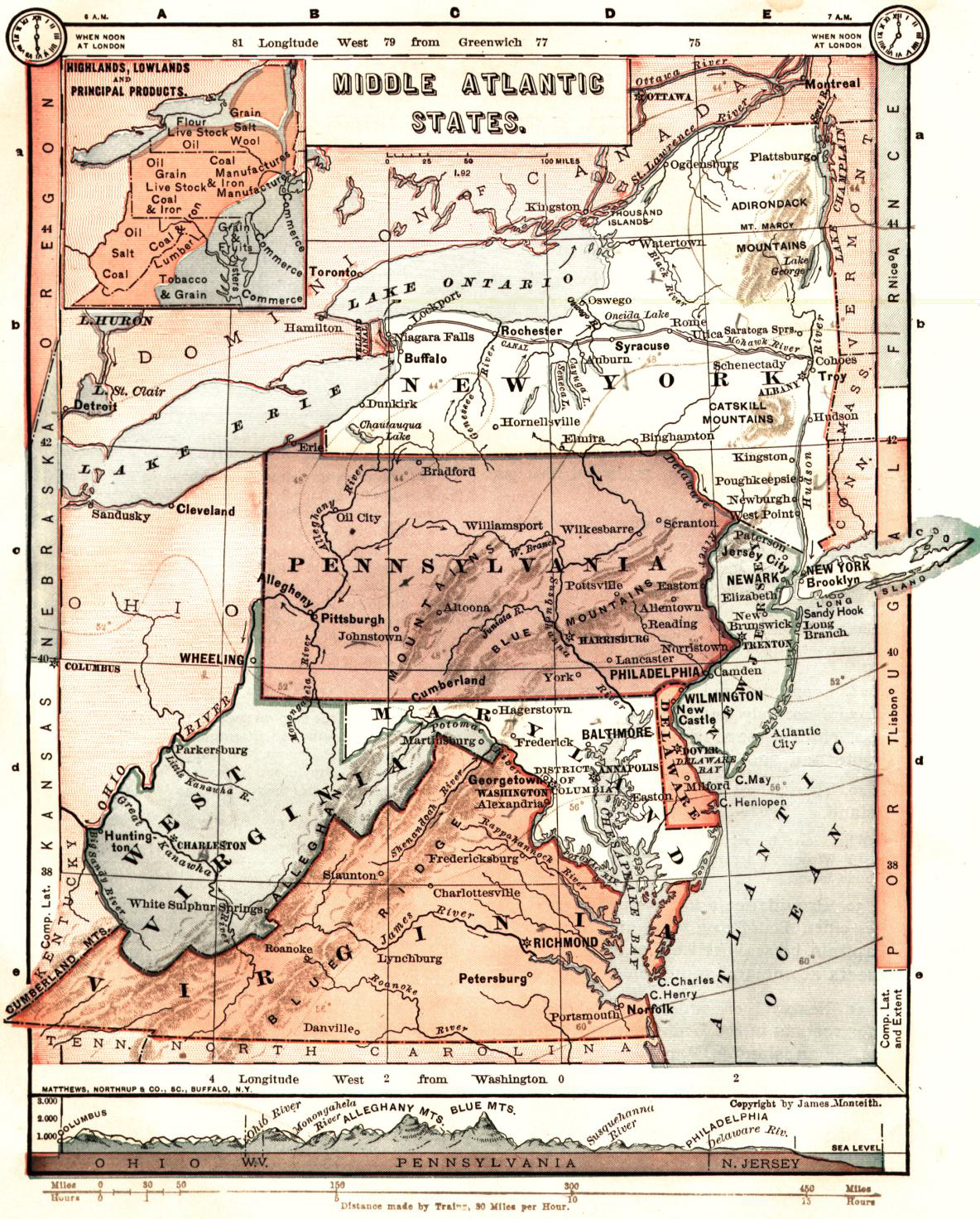

Egy 1897-es térképen úgy definiálják a Közép-Atlantikumot, mint a Delaware-t, New Jersey-t, New Yorkot és Pennsylvaniát magában foglaló régió.
Frederick Jackson Turner 1893-ban írt a Középső-Atlantikum, vagy „Középső régió” fontos szerepéről, amit az amerikai nemzeti kultúra létrehozásában játszott. Úgy definiálta a régiót, mint „a tipikus amerikai régió”.
A Középső régió, a New York-öböllel határolva, nyitott ajtó volt minden európainak. A Dél dagály-régiója jeleníti meg a tipikus angolt, amit a meleg klíma és a rabszolgamunka formált át és bárói stílusban él nagy ültetvényein; New England a különleges angol puritán „egyszerű, toleráns és elégedett;” erősen meggyökerezve az anyagi prosperitásban. Ez volt a tipikus modern Egyesült Államok. Rendkívül tagolt volt, nem csak azért, mert az Észak és a Dél között feküdt, de határainak hiánya miatt is, ami nem akadályozta a letelepedés kiterjedését és az utakat Kelet és Nyugat között épp úgy, mint Észak és Dél között. Ezért vált a tipikus amerikai régióvá. Akkor is, amikor a New England-iek, akiket kiszorítottak a határvidékre a Középső régióból, elkezdték menetelésüket New Yorkból vagy Pennsylvaniából nyugat felé, elveszítve éleslátásukat és lokálpatriotizmusukat.

## Történelem

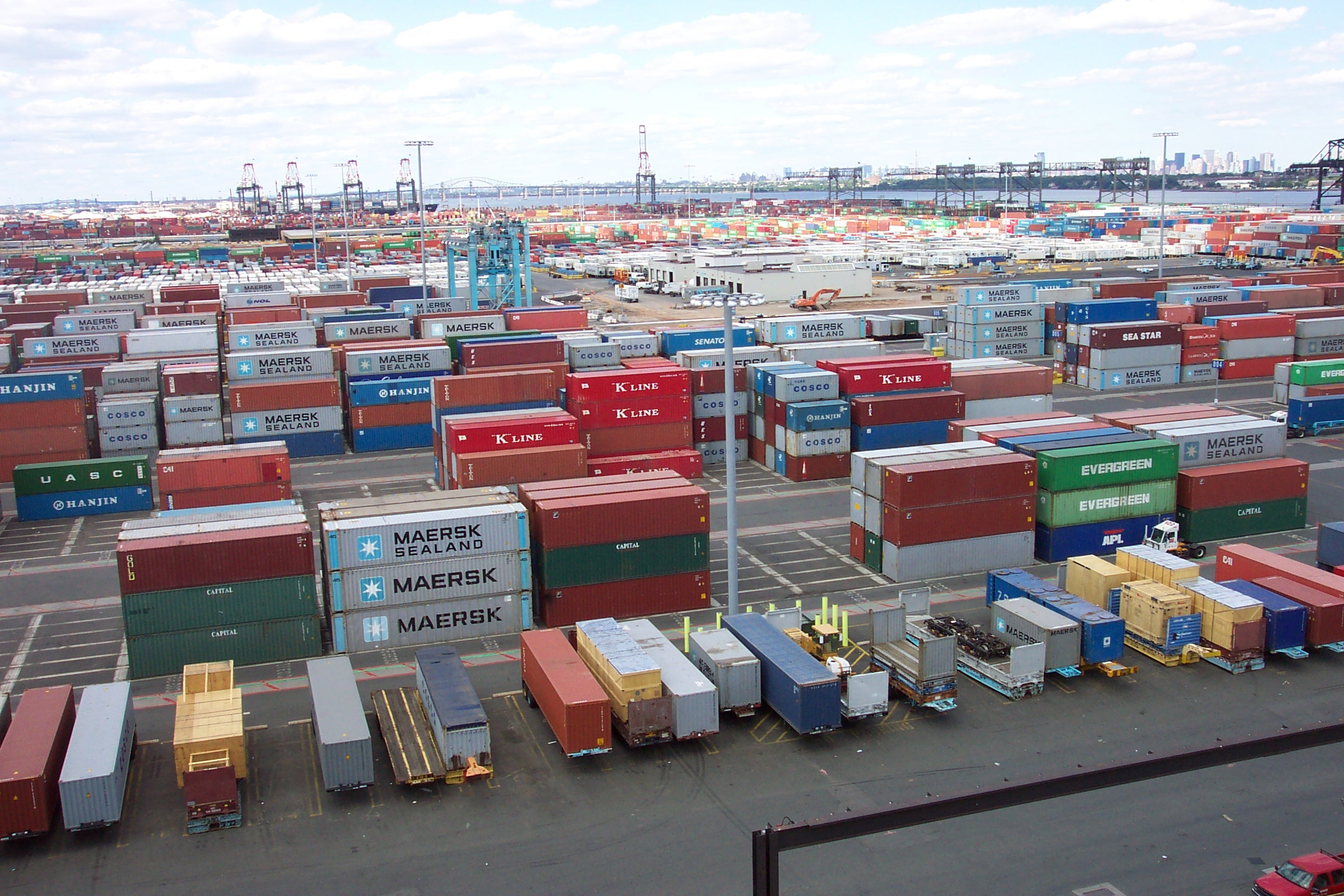
Kikötői konténerek a Port Newark-Elizabeth Marine Terminalon, a New York és New Jersey-i kikötőben.

A hajózás és a kereskedelem fontos szerepet játszott a Középső-Atlantikus gazdaságában a gyarmati kor óta.
A felfedező Giovasnni da Verrazzano volt az első európai az amerikai viking gyarmatosítás óta, aki felfedezte az atlanti partvidéket, beutazva a mai Karolináktól Új-Fundlandig. 1524-ben behatolt az Alsó-New York-öbölbe, ahol a lenape törzs kenui üdvözölték, az észak-amerikai indiánokéi, akik hosszú ideje lakták ezt a területet. Henry Hudson később alaposan feltérképezte a régiót 1609-ben és elfoglalta a hollandok számára, akik szőrme-kereskedelmi lerakatot hoztak létre Albany-ban 1614-ben. Jamestown bolt az első állandó angol kolónia Észak-Amerikában, évekkel korábban, 1607-ben.
A korai gyarmati időktől kezdve a közép-atlanti régiót európaiak hullámai népesítették be. A holland Új-Hollandia települései húzódtak végig a Hudson-folyó mentén New Yorkban és New Jersey-ben, és, egy ideig, Új-Svédország feküdt a Delaware-folyó mentén, elválasztva egymástól a két angol letelepedési területet. Az eredeti angol települések a régióban menedéket nyújtottak a vallási kisebbségeknek. Maryland a római katolikusoknak, Pennsylvania pedig a quakereknek és a többnyire anabaptista pennsylvaniai hollandoknak. Idővel az összes település angol gyarmati uralom alá került, de a régió továbbra is mágnesként hatott a különböző nemzetiségek számára.
A Középső Gyarmatok néven elhíresült terület hídként szolgált Észak és Dél között. A New York-i és New Jersey-i hadjárat a függetlenségi háború alatt több csatát foglalt magában, mint a háború bármely más hadszíntere. Philadelphia, félúton az északi és a déli gyarmatok között, volt az otthona a Kontinentális Kongresszusnak, ami megszervezte a függetlenségi háborút. Ez a város volt a függetlenségi nyilatkozat szülőhelye 1776-ban és az alkotmányé 1787-ben, mialatt az Egyesült Államok Jogok Nyilatkozatát kidolgozták és ratifikálták. Itt volt az első legfelsőbb bíróság is és az első főváros is.
Míg az első telepesek főleg farmerek, kereskedők és halászok voltak, a közép-atlanti államok látták el a fiatal Egyesül Államokat nehézipari termékekkel, és ez szolgált az európai bevándorlók „olvasztó tégelyeként”. Városok nőttek ki a fontosabb pontokon, a hajózási útvonalak mentén. Olyan városok, mint New York City és Newark a Hudson-folyó két partján, Philadelphia a Delaware-folyónál és Baltimore a Chesapeake-öbölnél.

## Városok és városias területek

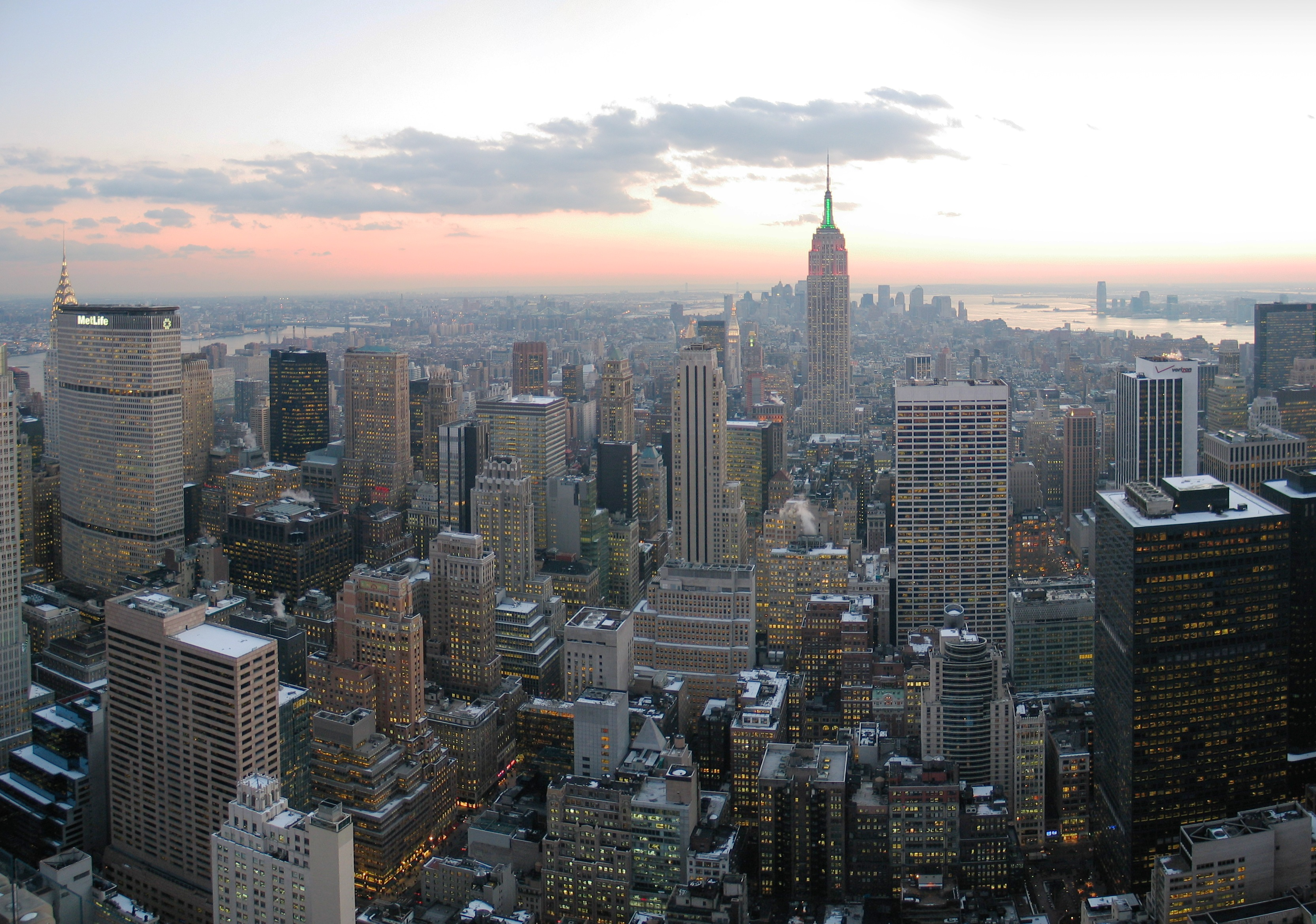
New York City

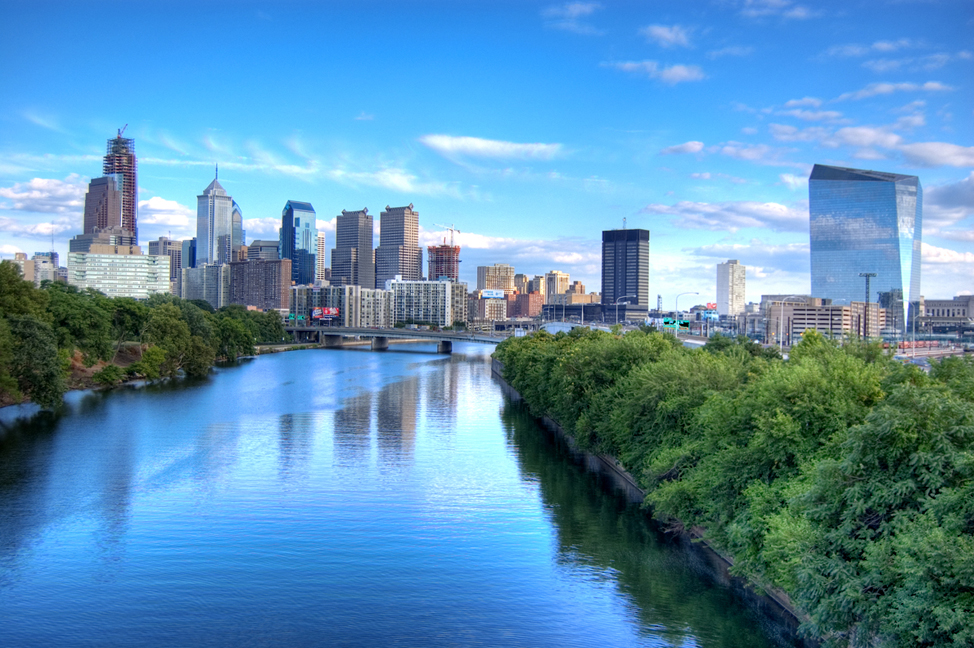
Philadelphia

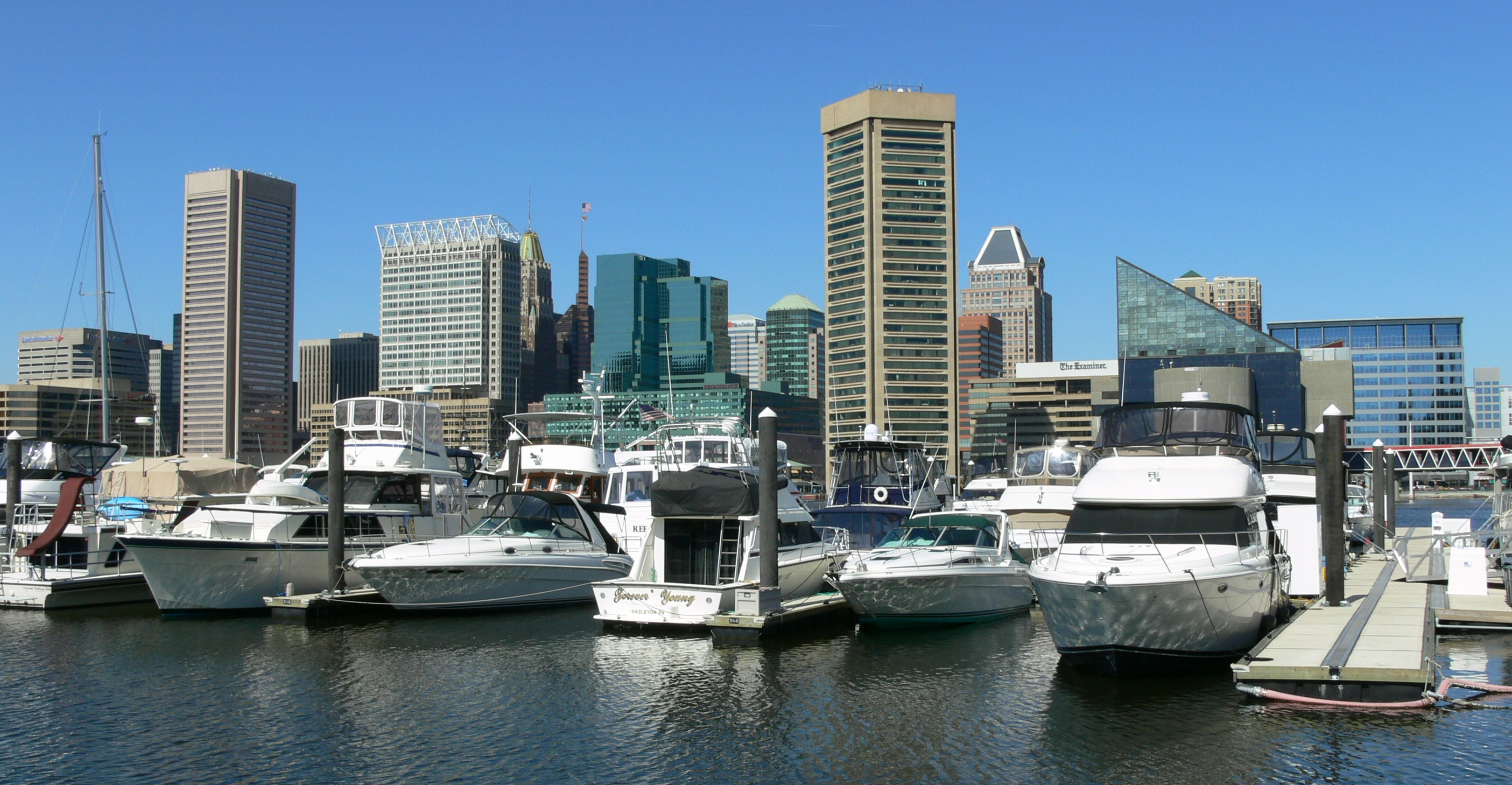
Baltimore

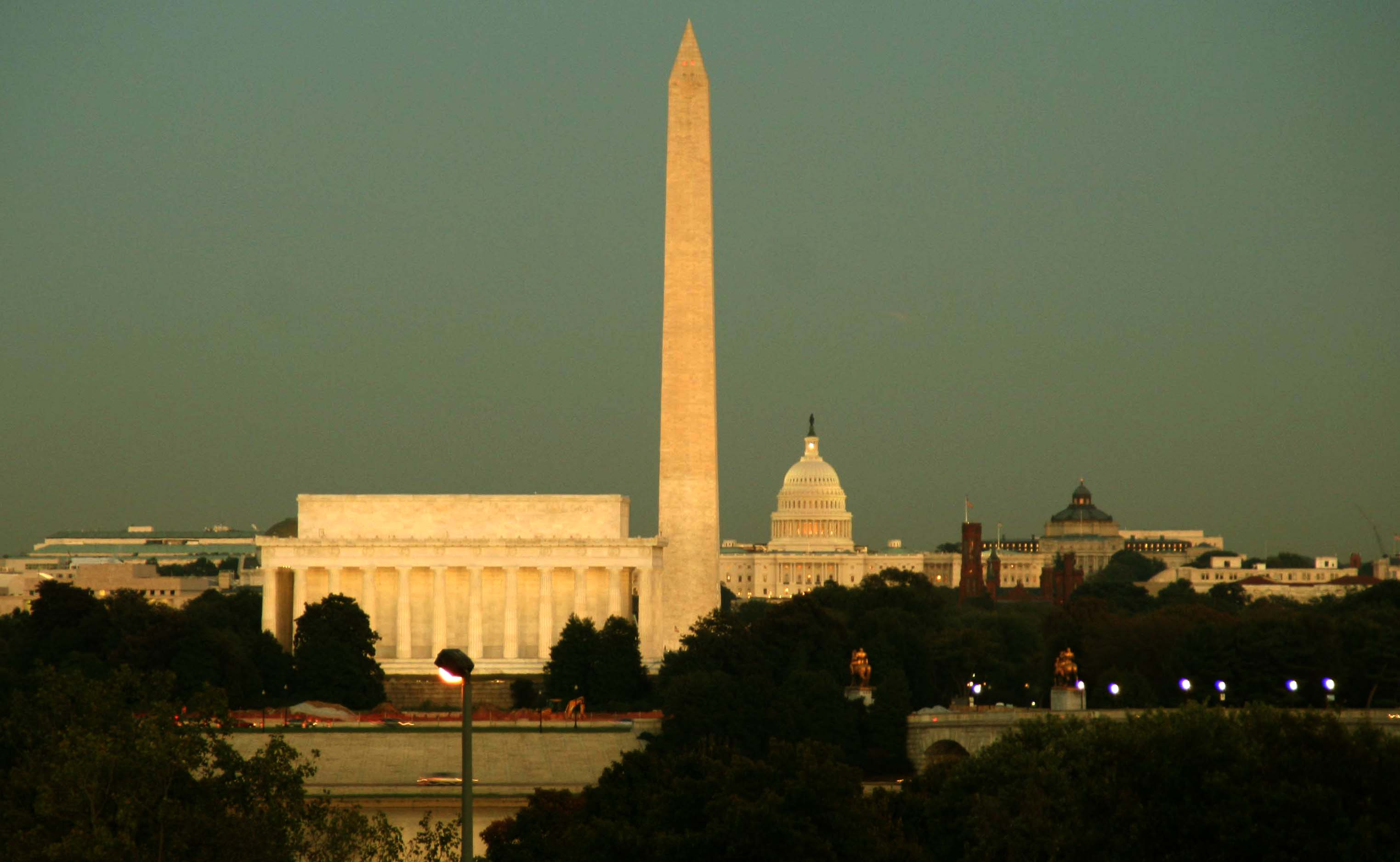
Washington D.C.

### Nagyvárosi területek
Azon települések, amelyek több, mint 1 000 000 lakossal rendelkeznek:
- New York-Newark-Bridgeport, NY-NJ-CT-PA CSA
- Washington-Baltimore-Northern Virginia, DC-MD-VA-WV CSA
- Philadelphia-Camden-Wilmington, PA-NJ-DE-MD CSA
- Pittsburgh-New Castle, PA MSA
- Virginia Beach-Norfolk-Newport News, VA-NC MSA
- Richmond-Petersburg, VA MSA
- Buffalo-Niagara-Cattaraugus, NY CSA
- Rochester-Batavia-Seneca Falls, NY CSA

### Nagy városok
200 000 főnél több lakossal rendelkező városok:
- Arlington megye
- Baltimore
- Buffalo
- Chesapeake
- Jersey City
- New York City
- Newark
- Norfolk
- Pittsburgh
- Philadelphia
- Richmond
- Rochester
- Virginia Beach
- Washington, D.C.

### Államok fővárosai
- Albany, New York.
- Annapolis, Maryland.
- Charleston, Nyugat-Virginia.
- Dover, Delaware.
- Harrisburg, Pennsylvania.
- Richmond, Virginia.
- Trenton, New Jersey.